# Дунайська Лужна
Дунайська Лужна (словац. Dunajská Lužná) — село, громада округу Сенець, Братиславський край, південно-західна Словаччина. Кадастрова площа громади — 26,95 км².
Населення 6698 осіб (станом на 31 грудня 2017 року).

## Історія
Дунайська Лужна згадується 1230 року.

## Населення
| Рік:            | 1994. | 2004.    | 2014.    | 2024.    |
| --------------- | ----- | -------- | -------- | -------- |
| Кількість осіб: | 2808  | 3136     | 5536     | 8096     |
| Різниця:        |       | +11,68 % | +76,53 % | +46,24 % |

| Рік:            | 2023. | 2024.   |
| --------------- | ----- | ------- |
| Кількість осіб: | 8014  | 8096    |
| Різниця:        |       | +1,02 % |